# 貝哈瓦
貝哈瓦是波蘭的城鎮，位於該國東南部，距離首府盧布林約25公里，由盧布林省負責管轄，面積6.69平方公里，2006年人口5,285。第二次世界大戰期間，納粹德國在1942年殺害該鎮2,500名猶太人居民。

## 友好城市
- 法國 埃德尔河畔拉沙佩勒

## 外部連結
- Official town webpage （页面存档备份，存于）
- Map, from mapa.szukacz.pl （页面存档备份，存于）

51°01′N 22°32′E / 51.017°N 22.533°E